# Aviatrix3D
Aviatrix3D is een minimalistische multithreaded API voor de programmeertaal Java. De werking van deze API is gebaseerd op een scene graph en het opereert in retained mode bovenop Java OpenGL.
Aviatrix3D is ontwikkeld voor visualisatie- en simulatiedoeleinden met de nadruk op multi-threading en multipipe rendering. De onderdelen van de API zijn uitbreidbaar of vervangbaar door meer geschikte onderdelen, afhankelijk van de taak waarvoor men de API wil gebruiken.
Het is beschikbaar onder LGPL 2.1, en bepaalde gedeelten van de broncode zijn afkomstig uit andere opensourceprojecten met een BSD-licentie.